# 陈平 (1971年)
陈平（1971年10月—），女，汉族，湖南湘乡人，中华人民共和国政治人物，中國共產黨黨員，现任湖北省人民政府副省长。。